# Iwogumoa songminjae
Iwogumoa songminjae är en spindelart som först beskrevs av Paik och Takeo Yaginuma 1969.  Iwogumoa songminjae ingår i släktet Iwogumoa och familjen mörkerspindlar. Inga underarter finns listade i Catalogue of Life.